# Bitva na řece Almě
Bitva na řece Almě byla jednou z bitev Krymské války. Došlo k ní na řece Alma dne 8. září 1854. Na jedné straně stála ruská imperiální armáda pod vedením admirála A. S. Menšikova v počtu 33 600 vojáků a 96 děl. Proti nim stála spojenecká vojska, která se spojila po vylodění v Jevpatoriji o dva dny dříve. Sestávala z francouzských, britských a tureckých vojáků a veleli jim maršál Jacques St. Arnaud a generál lord Raglan. Spojenecké síly sestávaly z 55 000 vojáků a 120 děl.

## Průběh bitvy
Ruská vojska byla poražena v důsledku obejití z křídla a převahy spojenců v počtu vojáků i ve zbraních a ustoupila k Sevastopolu.

## Ztráty
Padlo 5700 ruských a 4300 spojeneckých vojáků, z čehož bylo 2000 Angličanů.